# Pandanus biceps
Pandanus biceps är en enhjärtbladig växtart som beskrevs av Benjamin Clemens Masterman Stone och Guillaumet. Pandanus biceps ingår i släktet Pandanus och familjen Pandanaceae.
Artens utbredningsområde är Madagaskar. Inga underarter finns listade.